# آراگون (رود)
آراگون رودی در شمال کشور اسپانیا است که ریزابه چپ رود ایبرو محسوب می‌شود.این رود از مرکز کوه‌های پیرنه در استان اوئسکا شروع شده، از جنوب غربی ناوارا می‌گذرد و در نهایت به رود ایبرو در نزدیکی شهر تطیله می‌ریزد.

## حوزه آبخیز
رودخانه‌ای است که برای آبیاری و تولید برق آبی استفاده می‌شود، حدود ۱۲۹کیلومتر (۸۰مایل) طول دارد. شاخه اصلی آن رودخانه آرگا است.